# Mick Allan
Graeme Keith „Mick“ Allan (* 25. Juni 1938 in New South Wales; † 23. Oktober 2021) war ein australischer Ruderer.

## Biografie
Mick Allan besuchte das Belmore Junior Technical College in Sydney und kam über ein Bruderpaar zum Rudersport. Gemeinsam mit den beiden Brüdern Bruce und Stuart Evans sowie John Holmes bildete der Vater des Bruderpaars als Trainer einen erfolgreichen Vierer ohne Steuermann. Im Winter 1956 gewann Allan die Meisterschaft von New South Wales und begann in dieser Zeit eine Lehre als Tischler. Im Oktober 1957 fanden die nationalen Qualifikationsregatten für die British Empire and Commonwealth Games 1958 statt. Dabei konnte die Crew aus New South Wales die Favoriten aus Victoria besiegen und somit reiste Allan im Folgejahr nach Cardiff zu den British Empire and Commonwealth Games. Dort gewann er Silber mit dem Achter und Bronze im Vierer mit Steuermann.
Zusammen mit Max Annett, John Hudson, Peter Waddington und Lionel Robberds belegte er bei den Olympischen Sommerspielen 1960 in Rom den fünften Platz. In der Vierer-ohne-Steuermann-Regatta erreichte die Crew den sechsten Platz. Vier Jahre später gewann Allan seinen einzigen australischen Meistertitel im Vierer ohne Steuermann. Bei den Olympischen Spielen in Tokio wurde er in der Vierer-ohne-Steuermann-Regatta zusammen mit Gary Herford, Alf Duval, John Campbell und Alan Grover Zehnter.